# نیروی هسته‌ای در چین

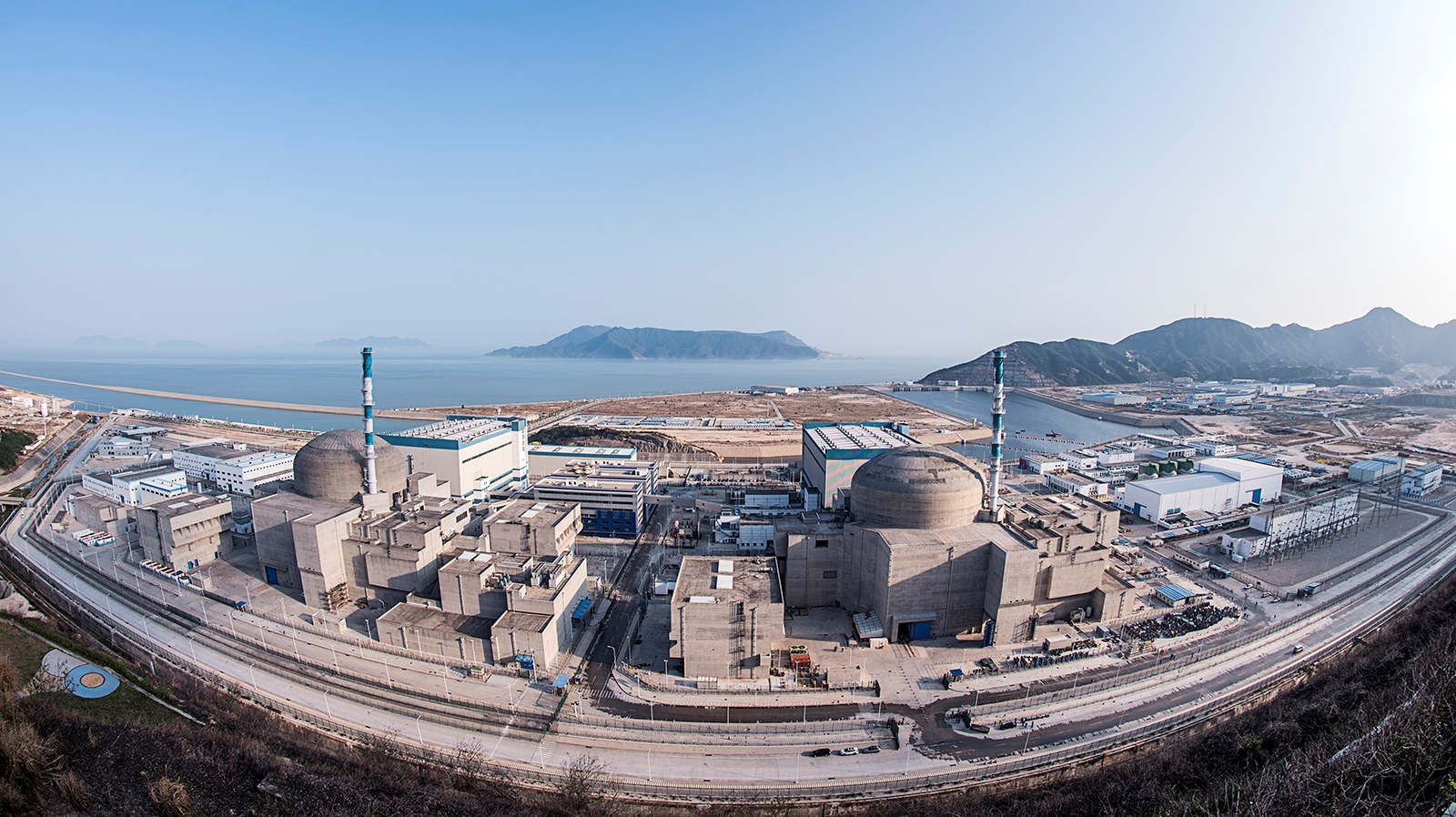
نیروگاه هسته‌ای تایشان Unit 1 & 2 are two 1750 MWe class EPR reactors.

نیروی هسته‌ای در چین (انگلیسی: Nuclear power in China) به عنوان جایگزینی برای زغال‌سنگ مورد توجه قرار گرفته‌اند، زیرا نگرانی‌ها دربارهٔ کیفیت هوا، تغییرات اقلیمی و کمبود سوخت‌های فسیلی افزایش یافته است.
گروه انرژی هسته‌ای عمومی چین هدف تولید ۲۰۰ گیگاوات برق تا سال ۲۰۳۵ را با ساخت ۱۵۰ راکتور جدید اعلام کرده است.
چین دارای دو شرکت بزرگ در زمینه نیروی هسته‌ای است: شرکت ملی هسته‌ای چین که عمدتاً در شمال‌شرق فعالیت می‌کند، و گروه انرژی هسته‌ای عمومی چین (که پیش‌تر به عنوان گروه نیروی هسته‌ای گوانگ‌دونگ شناخته می‌شد) که عمدتاً در جنوب‌شرق چین فعال است.
چین در تلاش است تا اتکای خود را به فناوری طراحی و ساخت راکتورهای هسته‌ای بومی افزایش دهد، هرچند همکاری‌های بین‌المللی و انتقال فناوری نیز تشویق می‌شوند. رآکتورهای آب فشرده پیشرفته همچون هوالونگ یک فناوری اصلی در آینده نزدیک خواهند بود و صادرات آن نیز برنامه‌ریزی شده است.
چین برنامه دارد تا سال ۲۰۳۰ حدود سی راکتور نیروی هسته‌ای در کشورهایی که در ابتکار کمربند و جاده مشارکت دارند احداث کند.
تا میانه قرن، رآکتور نوترون سریع به‌عنوان فناوری اصلی در نظر گرفته می‌شود، با هدف ظرفیت ۱۴۰۰ گیگاوات تا سال ۲۱۰۰.
چین همچنین در توسعه همجوشی هسته‌ای از طریق مشارکت در پروژه رآکتور گرماهسته‌ای آزمایشی بین‌المللی مشارکت دارد، و یک راکتور همجوشی آزمایشی به نام توکاماک ابررسانای تجربی پیشرفته در هفئی ساخته است. همچنین تحقیقات و توسعه‌ای در زمینه چرخه سوخت توریوم به عنوان جایگزینی برای شکافت هسته‌ای در دست دارد.

## تاریخچه

### ۱۹۵۰–۱۹۵۸
در دوران جنگ سرد، انگیزه نخستین برای توسعه انرژی هسته‌ای در پکن عمدتاً اهداف امنیتی بود. بین سال‌های ۱۹۵۰ تا ۱۹۵۸، ساخت‌وساز نیروگاه‌های هسته‌ای در چین به‌شدت متکی بر همکاری با اتحاد جماهیر شوروی بود. نخستین اقدام با تأسیس شرکت فلزات غیرآهنی و نادر چین-شوروی و نخستین مرکز پژوهش اتمی مرکزی، یعنی انستیتوی انرژی اتمی چین وابسته به آکادمی علوم چین در پکن آغاز شد. در فوریه ۱۹۵۵، یک کارخانه جداسازی شیمیایی برای تولید اورانیوم-۲۳۵ و پلوتونیوم مورد نیاز سلاح‌های هسته‌ای با کمک شوروی در سین‌کیانگ احداث شد و در آوریل، انستیتوی انرژی اتمی چانگ‌چون تأسیس گردید. چند ماه بعد، در ۲۹ آوریل ۱۹۵۵، پیمان همکاری هسته‌ای چین-شوروی به امضا رسید.
شرکت ملی هسته‌ای چین (CNNC) نیز در همان سال تأسیس شد.
افزون بر همکاری با شوروی، چین شروع به آموزش فناوری هسته‌ای با اعزام دانشجو به شوروی کرد. در دسامبر ۱۹۵۸، توسعه انرژی هسته‌ای به اولویت نخست پروژه‌های پیش‌نویس برنامه دوازده‌ساله توسعه علم و فناوری تبدیل شد.

### ۱۹۵۹–۱۹۶۳
دومین مرحله با هدف دستیابی کامل به خودکفایی در توسعه انرژی هسته‌ای مشخص می‌شود. در ژوئن ۱۹۵۹، اتحاد جماهیر شوروی رسماً تمام اشکال کمک‌های هسته‌ای به چین را متوقف کرد و تکنسین‌های شوروی را فراخواند. چین متحمل زیان شد اما توسعه انرژی هسته‌ای را با انجام تحقیقات گسترده و اختصاص منابع ادامه داد. به‌منظور تقویت سریع صنعت انرژی اتمی، کمیته مرکزی حزب کمونیست چین تصمیم گرفت منابع بیشتری را به‌طور اختصاصی به فعالیت‌های مرتبط با انرژی هسته‌ای اختصاص دهد. در نتیجه، مؤسسه انرژی اتمی شاخه‌هایی از سازمان‌های تحقیقاتی را در هر استان، شهر بزرگ و منطقه خودمختار ایجاد کرد. تا پایان سال ۱۹۶۳، چین بیش از چهل کارخانه جداسازی شیمیایی برای استخراج اورانیوم و توریم احداث کرده بود. در سال‌های ۱۹۶۱ تا ۱۹۶۲، چین به دستاوردهای مهمی در توسعه هسته‌ای رسید که پایه‌ای برای کاربردهای آینده شد. بین سال‌های ۱۹۵۹ تا ۱۹۶۳، ساخت یک کارخانه پخش گازی با استفاده از راکتور بزرگ ۳۰۰ مگاواتی در لانژو در دست اجرا بود. تخمین زده می‌شود که چین بیش از ۱٫۵ میلیارد دلار در ساخت این کارخانه سرمایه‌گذاری کرده باشد.

### ۱۹۶۴ – ۲۰۱۲

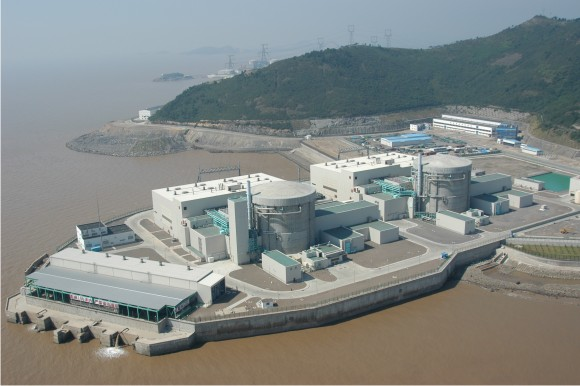
نیروگاه هسته‌ای گینشان، واقع در ژجیانگ چین

پس از پیشرفت انفجاری در دهه ۱۹۵۰، توسعه هسته‌ای چین کند شد، احتمالاً به دلیل انقلاب فرهنگی چین، به‌طوری‌که تنها یک آزمایش هسته‌ای در سال ۱۹۷۰ انجام شد.
در ۸ فوریه ۱۹۷۰، چین نخستین برنامه نیروی هسته‌ای خود را صادر کرد و مؤسسه "۷۲۸" (که اکنون به نام مؤسسه طراحی و تحقیق مهندسی هسته‌ای شانگهای شناخته می‌شود) تأسیس شد.
نخستین نیروگاه هسته‌ای طراحی و ساخته‌شده به‌طور مستقل، نیروگاه هسته‌ای گینشان بود که در سال ۱۹۸۴ احداث شد و در ۱۵ دسامبر ۱۹۹۱ به شبکه متصل شد. این راکتور از نوع CNP-300 است.
با اجرای اصلاحات اقتصادی چین، تقاضا برای گسترش بخش برق افزایش یافت. در چارچوب برنامه پنج‌ساله دهم چین (۲۰۰۵–۲۰۰۱)، بخش مهمی از سیاست انرژی آن کشور عبارت بود از: «تضمین امنیت انرژی، بهینه‌سازی ترکیب انرژی، بهبود بهره‌وری انرژی، و حفاظت از محیط‌زیست.» تا سال ۲۰۰۲، چین دارای دو نیروگاه هسته‌ای فعال بود.: 197 
در سال ۲۰۰۷، دولت هو جینتائو هدفی برای دو برابر کردن سهم انرژی هسته‌ای در ظرفیت نصب‌شده برق کشور تعیین کرد که منجر به رشد چشمگیر فرصت‌های تجاری در بخش انرژی هسته‌ای چین شد.: ۱۰۰–۱۰۱ 
در سال ۲۰۱۲، هو جینتائو بر «نقش غیرقابل جایگزین انرژی هسته‌ای در تضمین امنیت انرژی و مقابله با تغییرات اقلیمی» تأکید کرد.: 201 

### ۲۰۱۳ – تاکنون
| سال  | گیگاوات |
| ---- | ------- |
| ۲۰۱۴ | ۱۹٫۰    |
| ۲۰۱۵ | ۲۶٫۸    |
| ۲۰۱۶ | ۳۱٫۴    |
| ۲۰۱۷ | ۳۴٫۵    |
| ۲۰۱۸ | ۴۲٫۸    |
| ۲۰۱۹ | ۴۵٫۵    |
| ۲۰۲۰ | ۴۷٫۵    |
| ۲۰۲۱ | ۵۰٫۰    |
| ۲۰۲۲ | ۵۲٫۱    |
| ۲۰۲۳ | ۵۳٫۲    |

طرح ایمنی هسته‌ای سال ۲۰۱۳ بیان می‌کرد که از سال ۲۰۱۶ به بعد تنها ساخت رآکتور نسل سه آغاز خواهد شد و تا آن زمان تنها تعداد بسیار کمی از نیروگاه‌های نسل دوم پلاس ساخته خواهند شد.
در سال ۲۰۱۴، چین همچنان برنامه داشت که تا سال ۲۰۲۰ ظرفیت ۵۸ گیگاوات را محقق کند. اما به دلیل بازبینی‌های انجام‌شده پس از حادثه اتمی فوکوشیما در ژاپن، تعداد کمی نیروگاه از سال ۲۰۱۵ آغاز به ساخت کردند و این هدف محقق نشد.
در سال ۲۰۱۹، چین هدف جدیدی را برای دستیابی به ۲۰۰ گیگاوات ظرفیت تولید برق هسته‌ای تا سال ۲۰۳۵ تعیین کرد، که معادل ۷٫۷٪ از ظرفیت پیش‌بینی‌شدهٔ ۲۶۰۰ گیگاواتی تولید برق کل کشور است.
تا پایان دسامبر ۲۰۲۰، تعداد واحدهای هسته‌ای فعال در سرزمین اصلی چین به ۴۹ واحد با ظرفیت نصب‌شدهٔ ۵۱ گیگاوات رسید که از نظر ظرفیت نصب‌شده سوم و از نظر تولید برق دوم در جهان در سال ۲۰۲۰ محسوب می‌شد؛ با وجود ۱۶ واحد در حال ساخت، چین از لحاظ تعداد و ظرفیت واحدهای در حال ساخت برای چندین سال رتبهٔ اول جهان را داشته است. بر پایه برنامه‌ریزی، تا سال ۲۰۳۵ انرژی هسته‌ای باید ۱۰٪ از برق تولیدی کشور را تأمین کند.
تا سال ۲۰۲۰، چین ۴۱ رآکتور هسته‌ای دیگر در برنامهٔ ساخت و ۱۶۸ رآکتور پیشنهادی در دست بررسی داشت.: 197  رآکتورهای در حال ساخت چین ۲۷٪ از کل رآکتورهای در حال ساخت در جهان را تشکیل می‌دهند.: 197  تا سال ۲۰۲۳، برنامه‌های توسعه انرژی هسته‌ای چین بلندپروازانه‌ترین در جهان هستند.: 197 
در سال ۲۰۲۴، اندیشکده بنیاد فناوری اطلاعات و نوآوری اعلام کرد که چین در فناوری نیروگاه‌های هسته‌ای تجاری پیشتاز یا هم‌تراز جهانی است و در فناوری رآکتور نسل ۴ احتمالاً ۱۰ تا ۱۵ سال جلوتر از بقیه کشورها است.

## فناوری‌های رآکتور

### فناوری وارداتی

#### رآکتورهای CANDU
در سال ۱۹۹۸ ساخت دو رآکتور رآکتور کاندو به ظرفیت ۷۲۸ مگاوات که توسط AECL طراحی شده بودند، در نیروگاه هسته‌ای گینشان آغاز شد. نخستین واحد در سال ۲۰۰۲ و دومین در سال ۲۰۰۳ به شبکه متصل شدند. رآکتورهای CANDU می‌توانند از اورانیوم بازیافت‌شده با کیفیت پایین که از رآکتورهای متعارف به‌دست آمده، به‌عنوان سوخت استفاده کنند و بدین ترتیب موجودی سوخت هسته‌ای مصرف‌شده چین را کاهش دهند.

#### VVER

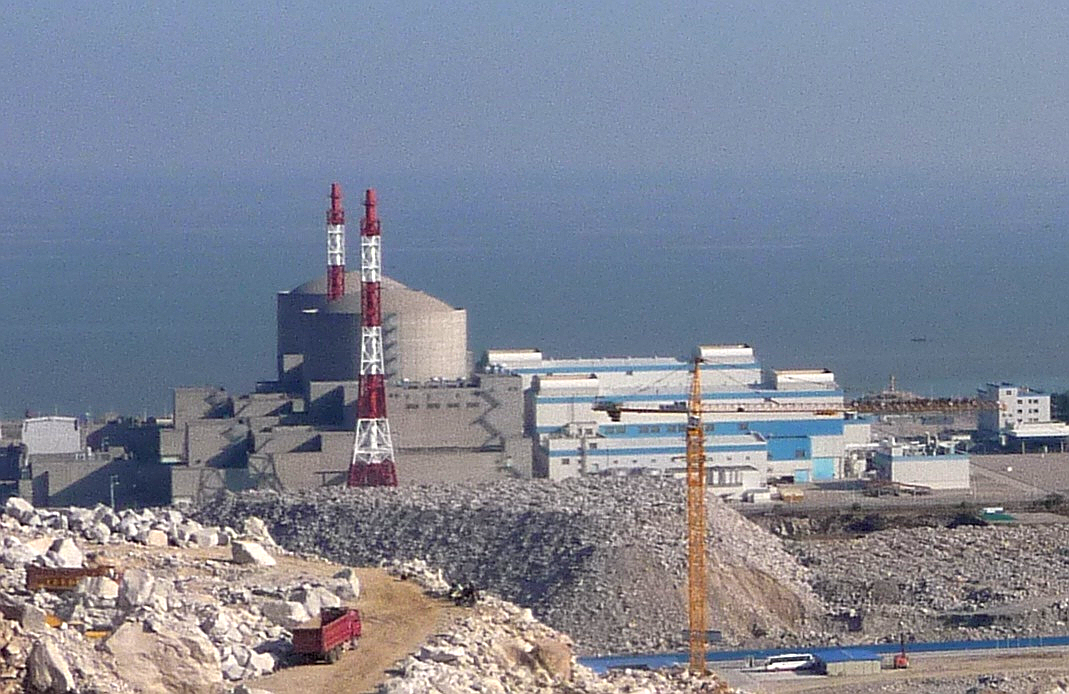
دو واحد نخست رآکتور انرژی آبی-آبی در نیروگاه هسته‌ای تیانوان

شرکت روسی Atomstroyexport پیمانکار اصلی و تأمین‌کننده تجهیزات برای نیروگاه‌های AES-91 در نیروگاه هسته‌ای تیانوان بود که از نسخه V-428 رآکتور رآکتور انرژی آبی-آبی با ظرفیت ۱۰۶۰ مگاوات استفاده می‌کردند. ساخت این رآکتورها در سال ۱۹۹۹ آغاز شد. دو واحد دیگر در تیانوان که در سال ۲۰۱۲ راه‌اندازی شدند، از همان نسخه VVER-1000 بهره می‌برند.
در ۷ مارس ۲۰۱۹، شرکت ملی هسته‌ای چین (CNNC) و Atomstroyexport قرارداد دقیقی برای ساخت چهار رآکتور انرژی آبی-آبی امضا کردند؛ دو رآکتور در نیروگاه هسته‌ای تیانوان و دو رآکتور در نیروگاه هسته‌ای شودابائو. ساخت آن‌ها قرار است از مه ۲۰۲۱ آغاز شود و بهره‌برداری تجاری از این واحدها بین سال‌های ۲۰۲۶ تا ۲۰۲۸ پیش‌بینی شده است.

#### EPR
در سال ۲۰۰۷، مذاکراتی با شرکت فرانسوی آریوا برای ساخت رآکتورهای نسل سوم EPR آغاز شد. دو رآکتور EPR با ظرفیت ۱۶۶۰ مگاوات توسط آریوا در نیروگاه هسته‌ای تایشان ساخته شد و ساخت آن‌ها از سال ۲۰۰۹ آغاز گردید.

#### AP1000

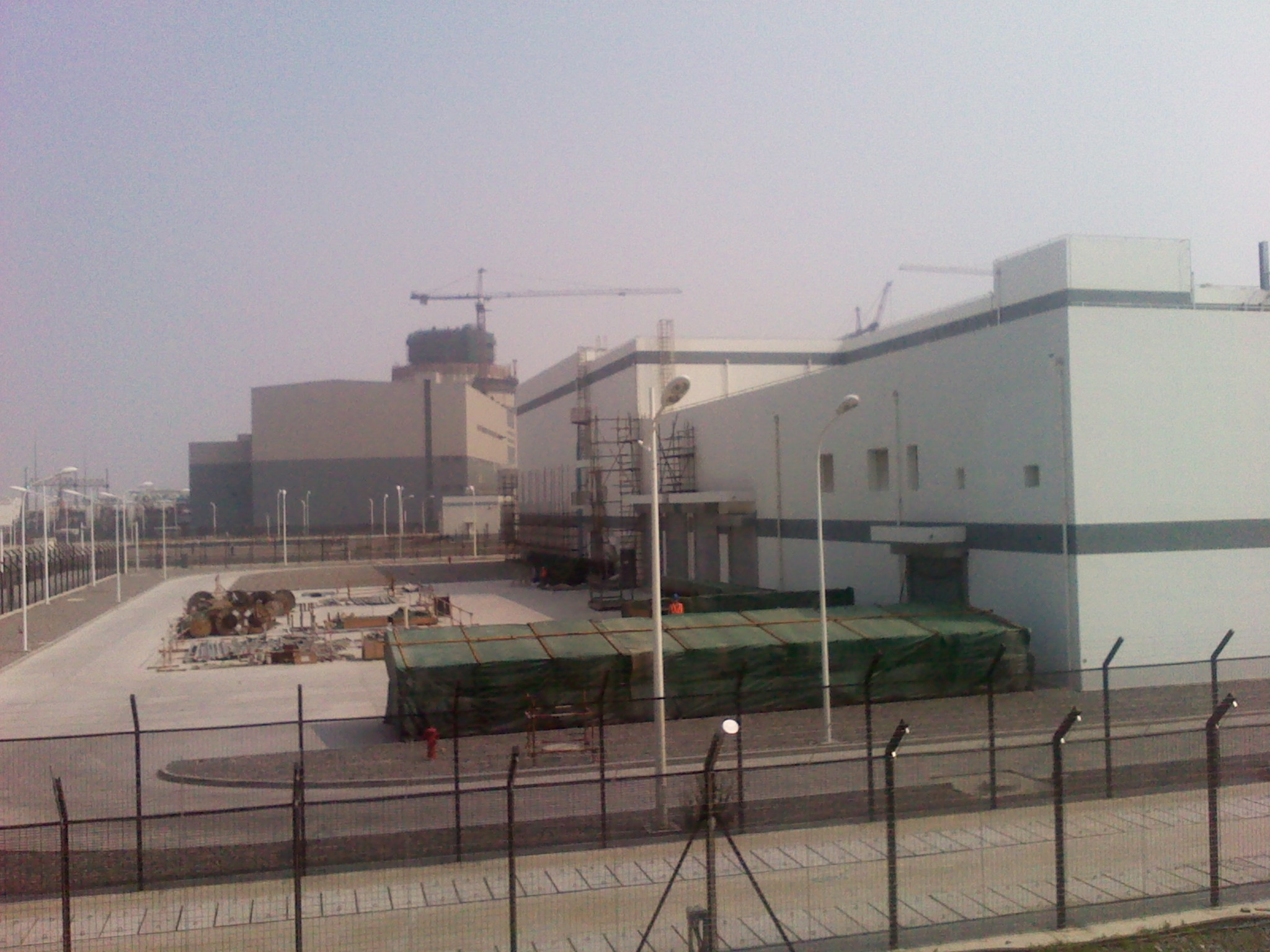
نیروگاه هسته‌ای سانمن واقع در استان ژجیانگ چین

رآکتور AP1000 ساخت شرکت Westinghouse قرار بود مبنای اصلی حرکت چین به سوی فناوری نسل سوم باشد. در ژوئیه ۲۰۱۸، نخستین رآکتور AP1000 از میان چهار رآکتور برنامه‌ریزی‌شده به شبکه برق متصل شد.
پس از ورشکستگی Westinghouse در سال ۲۰۱۷، در سال ۲۰۱۹ تصمیم گرفته شد که در نیروگاه هسته‌ای ژانگژو به‌جای AP1000 از هوالونگ وان استفاده شود.

### توسعه‌های چینی

#### سری CNP / ACP
رآکتورهای سری CNP رآکتور نسل دو (و نسخهٔ بعدی آن رآکتور نسل سه به نام ACP)، مجموعه‌ای از رآکتور هسته‌ایهایی بودند که توسط شرکت ملی هسته‌ای چین (CNNC) توسعه یافتند و پیش‌درآمدی برای طراحی جدیدتر هوالونگ وان به‌شمار می‌روند.
سری CNP از رآکتور نسل دو با طراحی CNP-300 آغاز شد که یک رآکتور آب‌فشرده و نخستین طراحی بومی رآکتور در چین بود. اولین واحد آن در سال ۱۹۹۱ در نیروگاه هسته‌ای گینشان وارد مدار شد.
نسخه‌ای بزرگ‌تر از این رآکتور به نام CNP-600 با استفاده از تجربیات CNP-300 و طراحی رآکتور M310 که در نیروگاه هسته‌ای خلیج دیا به کار رفته بود، توسعه یافت. این رآکتور در نیروگاه هسته‌ای چانگ‌جیانگ نصب شد و دو واحد آن به‌ترتیب در سال‌های ۲۰۱۵ و ۲۰۱۶ به بهره‌برداری رسیدند. نسخهٔ نسل سومی به نام ACP-600 نیز توسعه یافت ولی هیچ‌گاه ساخته نشد.
نسخهٔ سه‌حلقه‌ای با توان ۱۰۰۰ مگاوات از این رآکتور با نام CNP-1000 از دهه ۱۹۹۰ با همکاری شرکت‌های Westinghouse و Framatome (اکنون آریوا) در حال توسعه بود. چهار واحد از رآکتور CNP-1000 در نیروگاه هسته‌ای فوچینگ ساخته شدند. ادامه توسعه این مدل متوقف شد و تمرکز بر روی ACP-1000 قرار گرفت.
در سال ۲۰۱۳، چین اعلام کرد که رآکتور نسل سه ACP-1000 را به‌طور مستقل طراحی کرده و ادعای مالکیت کامل معنوی بر آن دارد. با این حال، به دلیل موفقیت پروژه هوالونگ وان، تا کنون هیچ رآکتور ACP-1000 ساخته نشده است. در ابتدا قرار بود CNNC از ACP-1000 در واحدهای ۵ و ۶ نیروگاه هسته‌ای فوچینگ استفاده کند اما در نهایت به هوالونگ وان تغییر مسیر داد.